# سیمارگل
سیمارگلِ (به اسلاوی: Семарьглъ, Симарьглъ) در اساطیر اسلاو شرقی، یکی از ایزدان یا مخلوقی افسانه‌ای که در اولین سرگذشت‌نامهٔ کی‌یف به او اشاره شده است و رسماً توسط روس‌ها قبل از تغییر کیش آن‌ها به ارتدکس شرقی پرستش می‌شد. او به طور کلی به عنوان ایزد غلات و سبزیجات، محافظ دانه‌ها، بذر و رشد گیاهان به شمار می‌رفت. همچنین در برخی روایات او ایزد آتش، ماه، خانه و اجاق نیز بوده است. تندیس سیمارگل در کی‌یف توسط شاهزاده ولادیمیر کبیر در کنار مجسمه‌های ایزدان بزرگی همچون پرون، داژبوگ و موکوش ساخته شده بود.
سیمارگل به شکل شیر، یا سگی بالدار تصویر می‌شد، که هم نام و هم تصویرهای او برگرفته از اقوام سکاها و سرمتی است که منشأ ایرانی دارد و می‌توان ردش را تا پرندهٔ افسانه‌ای ایران باستان، یعنی سیمرغ دنبال کرد: بخشی پرنده، بخشی سگ، بخشی شیر یا شیردال. سازگار با روایت ایرانی این افسانه، که وقتی سیمرغ بال‌هایش را به هم می‌زند بذرهای گیاهان پراکنده می‌شوند، عقیده بر این است که سیمارگل ولادیمیر ایزد غلات و سبزیجات بوده است. بعضی دستبندهای به دست آمده از کی‌یف که به قرن‌های دوازدهم تا سیزدهم تعلق دارد، منقش به موجود بالدار عجیبی هستند که گاهی چنگال‌ها و سر یک سگ را دارد و گاهی بیشتر شبیه به شیردالی با سر عقاب است و به نقش‌های سیمرغ بر ظروف سیمین و زرین ایران باستان شباهت دارد.

## نگارخانه

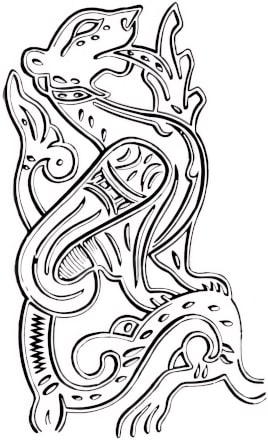
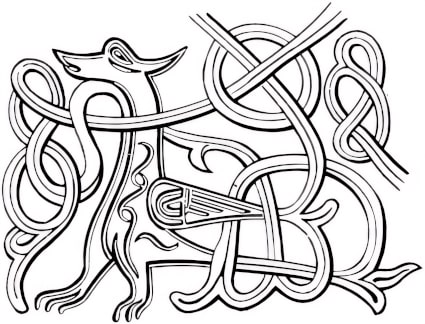